# Sporidesmium anglicum
Sporidesmium anglicum är en svampart som först beskrevs av Grove, och fick sitt nu gällande namn av M.B. Ellis 1958. Sporidesmium anglicum ingår i släktet Sporidesmium, ordningen Pleosporales, klassen Dothideomycetes, divisionen sporsäcksvampar och riket svampar.   Inga underarter finns listade i Catalogue of Life.